# Deutsches Schwerenetz 1962

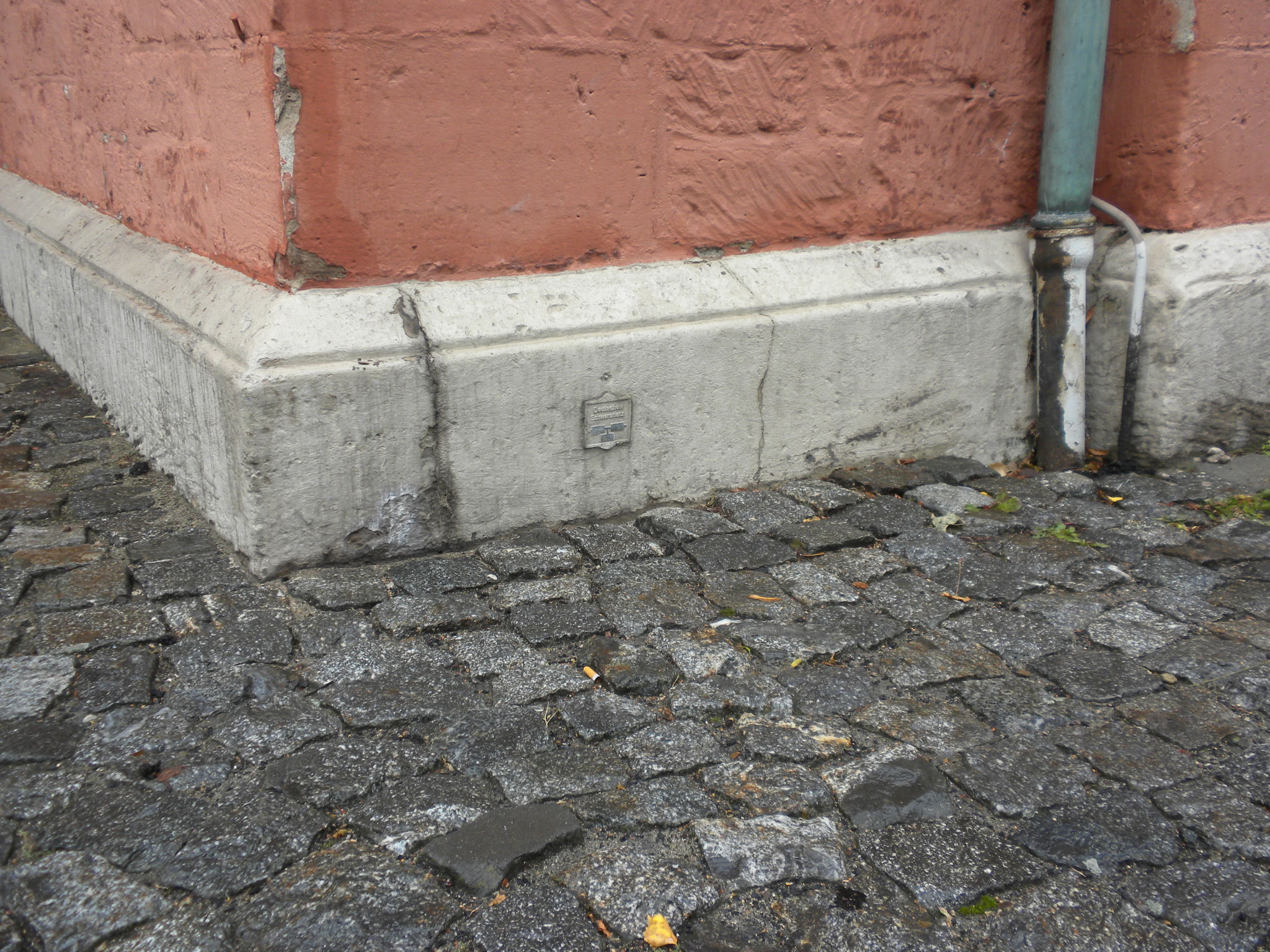
Kennzeichnungsplakette Deutsches Schwerenetz 1962 am Sockel der Barockkirche St. Trinitatis in Wolfenbüttel

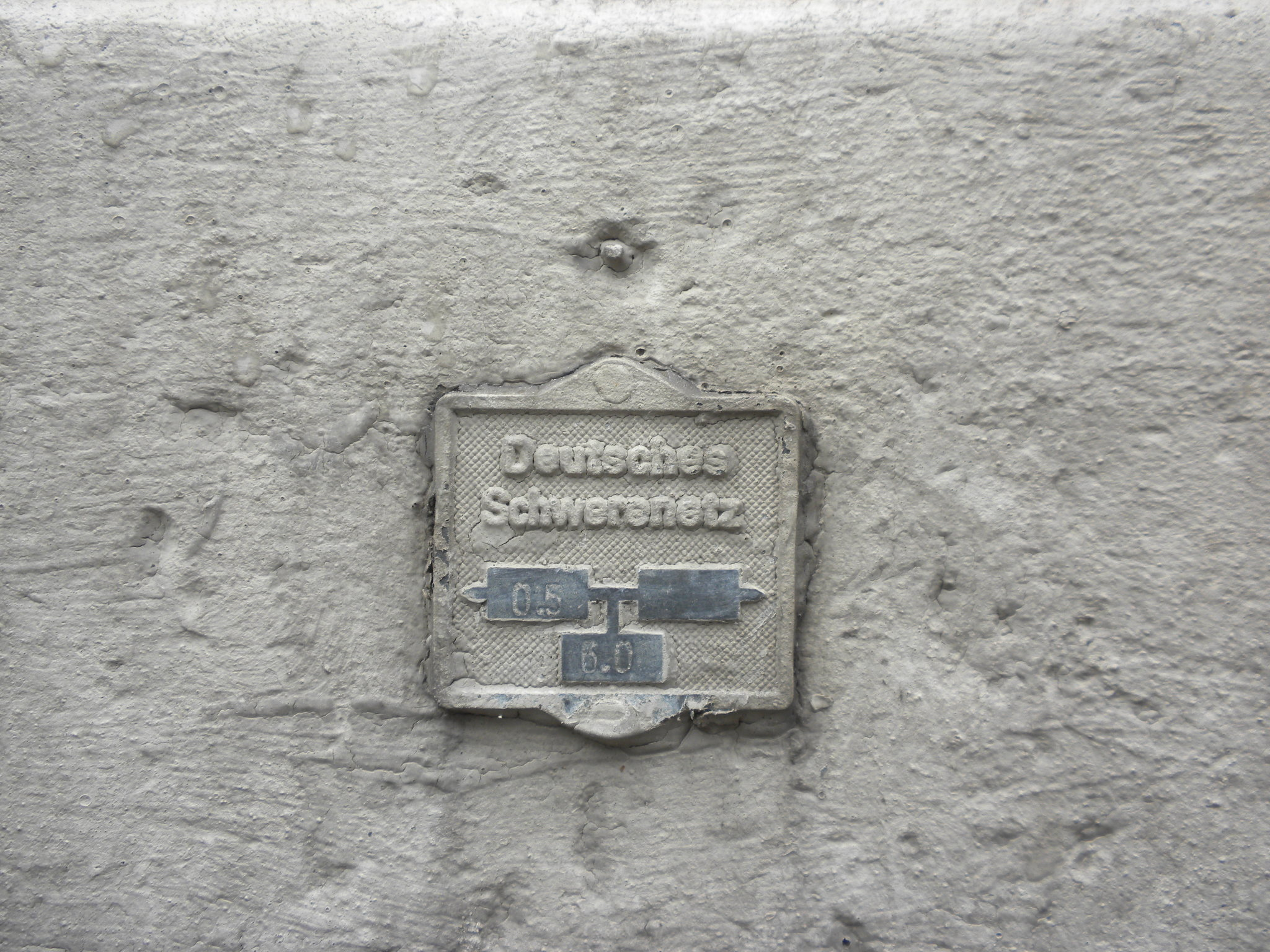
Kennzeichnungsplakette Deutsches Schwerenetz 1962 (Detailansicht)

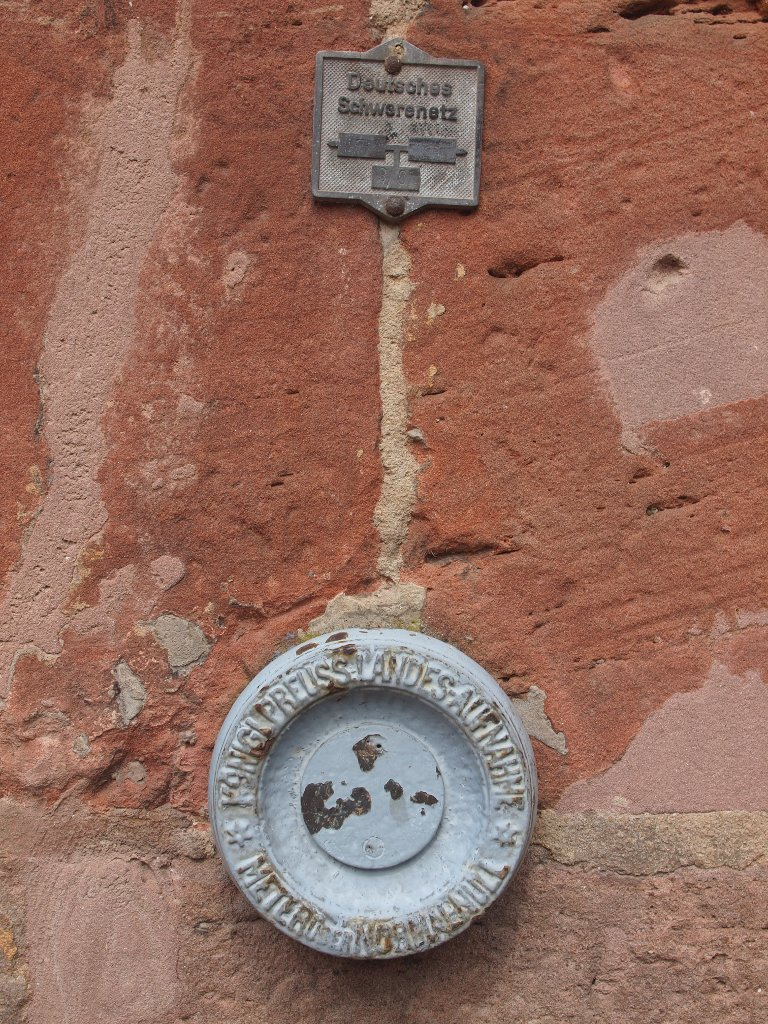
Kennzeichnungsplakette Deutsches Schwerenetz 1962 und Höhenmarke an der Stadtkirche in Bad Hersfeld

Das Deutsche Schwerenetz 1962 (DSN62) ist ein nationales Netz von Festpunkten, auf denen die Stärke des Erdschwerefeldes mit hoher Genauigkeit bestimmt wurde. 

## Geschichte
Es bestand aus dem Deutschen Schweregrundnetz (DSGN 1952–1957) und weiteren Verdichtungensnetzen. Mit der technischen Weiterentwicklung der gravimetrischen Messtechnik wurde das DSN62 durch das Deutsche Schweregrundnetz 1976 als neues Schwerereferenzsystem auf Basis des International Gravity Standardization Net (IGSN71) abgelöst.
Die in der Detailansicht der Kennzeichnungsplakette eingeschlagenen Zahlen deuten auf den Abstand zum damaligen Standort des Gravimeters in Metern hin. Es ist davon auszugehen, dass die Angaben z. B. 0,5 und 6,0 wie bei einem Hydrantenschild zu lesen sind und individuell für jeden Messpunkt eingeschlagen wurden.